# Олександр Михаїл Сапега
Олександр Михаїл Сапега (пол. Aleksander Michał Sapieha; 12 вересня 1730; Високе, (Брестська область) — 28 травня 1793; Варшава) — литовський державний і військовий діяч, польний гетьман литовський (1762–1775), воєвода полоцький (1754–1775), член Постійної Ради (1773–1775), великий канцлер литовський з 1775, маршалок Трибуналу Великого князівства Литовського (1789), маршалок Торговицької конфедерації, підскарбій надвірний литовський.